# Мингрельское сельское поселение
Мингрельское сельское поселение — муниципальное образование в Абинском районе Краснодарского края России.
В рамках административно-территориального устройства Краснодарского края ему соответствует Мингрельский сельский округ.
Административный центр — станица Мингрельская.

## Население
| 2010  | 2012  | 2013  | 2014  | 2015  | 2016  | 2017  |
| ----- | ----- | ----- | ----- | ----- | ----- | ----- |
| 5181  | ↗5220 | ↘5159 | ↗5229 | ↗5285 | ↗5311 | ↗5347 |
| 2018  | 2019  | 2020  | 2021  | 2023  |       |       |
| ↗5378 | ↗5397 | ↗5493 | ↘5453 | ↘5414 |       |       |

## Населённые пункты
В состав сельского поселения (сельского округа) входят 2 населённых пункта:
| № | Населённый пункт | Тип населённого пункта | Население (чел.) |
| - | ---------------- | ---------------------- | ---------------- |
| 1 | Мингрельская     | станица                | ↗5397            |
| 2 | Аушед            | хутор                  | ↘56              |